# Sanfitoiro (Río)
Sanfitoiro es un lugar actualmente despoblado, situado en la parroquia de Argas, del municipio español de Río, en la provincia de Orense, Galicia.